# Актам (Алматинская область)
Актам (каз. Ақтам) — село в Уйгурском районе Алматинской области Казахстана. Административный центр Актамского сельского округа. Находится примерно в 28 км к юго-востоку от села Чунджа, административного центра района, на высоте 1129 метров над уровнем моря. Код КАТО — 196637100.

## Население
В 1999 году население села составляло 1749 человек (907 мужчин и 842 женщины). По данным переписи 2009 года в селе проживало 1846 человек (925 мужчин и 921 женщина).

## Топографические карты
- Лист карты K-44-16 Большой Аксу. Масштаб: 1 : 100 000. Состояние местности на 1987 год. Издание 1991 г.